# Agadir Bouadane
Agadir Bouadane est un village berbère de la commune rurale marocaine de Bounaamane, dans la province de Tiznit, au sein de la région de Souss-Massa, au Maroc.

## Géographie
Le village d'Agadir Bouadane a pour coordonnées géographiques : 29° 33′ 08″ N, 9° 49′ 39″ O. Il est situé sur la route du Sahara, à 18 km au sud de la ville de Tiznit.

## Population et société
Dans le cadre du Programme d'électrification rurale global (PERG) de l'Office national d'électricité, il a été électrifié en 1999, et en 2007, sa population était estimée à 252 habitants.